# Cerezal de Peñahorcada
Cerezal de Peñahorcada là một đô thị ở tỉnh Salamanca, phía tây Tây Ban Nha, cộng đồng tự trị Castile-Leon. Đô thị này có cự ly 93 kilômét so với thành phố tỉnh lỵ Salamanca và có dân số 123 người. Đô thị này có diện tích 17,93 km².
Đô thị này nằm ở khu vực có độ cao 702 mét trên mực nước biển.
Mã số bưu chính là 37254.